# Lacarmélio
Lacarmélio Alfeo de Araújo é um quadrinista de rua da cidade de Belo Horizonte, também conhecido pelo nome do seu mais famoso personagem, Celton, publicado de forma independente.
Visto frequentemente pelos sinais da cidade, com sua moto e sua grande placa amarela com os dizeres Leia Celton, Lacarmélio é uma lenda e uma personalidade hoje em Belo Horizonte. Homenageado pela 4ª edição do Festival Internacional de Quadrinhos em 2005, ele já recebeu diversas condecorações de Belo horizonte. Ele também expôs seu trabalho na primeira edição da Mostra Mineira de Zines em 2005.
Sua principal obra é a revista Celton, com personagem principal de mesmo nome, produzida desde 1998. As histórias da revista se passam impreterivelmente em Belo Horizonte ou sua região metropolitana, com riqueza de detalhes e ênfase características típicas da região. Lendas regionais, como a Loira do Bonfim ou o Capeta do Vilarinho compõem, junto com temas atuais, os roteiros de Celton.
Desde 1998, o autor, que já foi até assunto do Globo Repórter em 2005, já lançou 15 edições, que totalizam cerca mais de um milhão exemplares vendidos.

## Celton
Celton é o personagem da revista de mesmo nome criada, desenhada e produzida por Lacarmélio desde 1998. O próprio Lacarmélio é às vezes chamado de Celton pelos passantes e leitores, que confundem o autor, revista e personagem.
Figurando histórias, paisagens e lendas típicas de Belo Horizonte, Celton é hoje uma das mais conhecidas revistas em quadrinhos da capital mineira. Sua produção totalmente caseira, feita inteiramente pelo próprio Lacarmélio torna o trabalho ainda mais interessante e pitoresco. Tanto a revista quanto o autor já são parte do folclore belo-horizontino, tendo sido homenageados diversas vezes.